# همدان (إيران)
هَمِدان أو همذان (من كلمة "هگمتانه") هي مدينة إيرانية وعاصمة محافظة همدان، وتعرف أيضا باسم (أكبتانا) كما وردت في كتاب (هيروديت أبو التاريخ) وهي مدينة بناها الملك ديوسيس لتعزيز حكمه على الميديين وتوحيد صفوفهم. ويذكر أنها كانت ذات أسوار منيعة، كانت تسمى آقباتان أي فرش بيضاء أو مطلي بالبياض باللغة الأذرية وكانت عاصمةً لدولة الميدية في العهد الميدي، فيها قبرُ العالم الطبيب ابن سينا وأيضا الشاعر بابا طاهر الهمداني المشهور بالعريان. يقدر عدد سكانها بمليون و 700 ألف نسمة يتكلمون لهجة إيرانية مزيجةً من الكردية اللكية واللهجة المحلية الملايرية.
و ذكر السيوطي في كتابه تاريخ الخلفاء أن المسلمين سيطروا عليها في زمن عمر بن الخطاب عام 22 للهجرة.

## المناخ
يظهر الجدول التالي التغييرات المناخية على مدار السنة لهمدان:
| البيانات المناخية لـهمدان         | البيانات المناخية لـهمدان | البيانات المناخية لـهمدان | البيانات المناخية لـهمدان | البيانات المناخية لـهمدان | البيانات المناخية لـهمدان | البيانات المناخية لـهمدان | البيانات المناخية لـهمدان | البيانات المناخية لـهمدان | البيانات المناخية لـهمدان | البيانات المناخية لـهمدان | البيانات المناخية لـهمدان | البيانات المناخية لـهمدان | البيانات المناخية لـهمدان |
| الشهر                             | يناير                     | فبراير                    | مارس                      | أبريل                     | مايو                      | يونيو                     | يوليو                     | أغسطس                     | سبتمبر                    | أكتوبر                    | نوفمبر                    | ديسمبر                    | المعدل السنوي             |
| --------------------------------- | ------------------------- | ------------------------- | ------------------------- | ------------------------- | ------------------------- | ------------------------- | ------------------------- | ------------------------- | ------------------------- | ------------------------- | ------------------------- | ------------------------- | ------------------------- |
| الدرجة القصوى °م (°ف)             | 17.0 (62.6)               | 19.0 (66.2)               | 25.0 (77.0)               | 28.0 (82.4)               | 33.0 (91.4)               | 39.0 (102.2)              | 40.6 (105.1)              | 39.4 (102.9)              | 36.4 (97.5)               | 30.0 (86.0)               | 23.0 (73.4)               | 18.8 (65.8)               | 40.6 (105.1)              |
| متوسط درجة الحرارة الكبرى °م (°ف) | 2.0 (35.6)                | 4.3 (39.7)                | 11.5 (52.7)               | 18.1 (64.6)               | 23.9 (75.0)               | 30.9 (87.6)               | 34.9 (94.8)               | 34.2 (93.6)               | 29.8 (85.6)               | 21.9 (71.4)               | 13.7 (56.7)               | 5.9 (42.6)                | 19.3 (66.7)               |
| المتوسط اليومي °م (°ف)            | −4.6 (23.7)               | −2.2 (28.0)               | 4.5 (40.1)                | 10.4 (50.7)               | 15.5 (59.9)               | 21.3 (70.3)               | 25.3 (77.5)               | 24.3 (75.7)               | 19.0 (66.2)               | 12.1 (53.8)               | 5.3 (41.5)                | −0.9 (30.4)               | 10.8 (51.5)               |
| متوسط درجة الحرارة الصغرى °م (°ف) | −10.5 (13.1)              | −8.2 (17.2)               | −2.1 (28.2)               | 2.7 (36.9)                | 6.4 (43.5)                | 9.8 (49.6)                | 13.9 (57.0)               | 12.8 (55.0)               | 7.0 (44.6)                | 2.5 (36.5)                | −2.1 (28.2)               | −6.6 (20.1)               | 2.1 (35.8)                |
| أدنى درجة حرارة °م (°ف)           | −34 (−29)                 | −33.0 (−27.4)             | −21 (−6)                  | −12.0 (10.4)              | −3.0 (26.6)               | 2.0 (35.6)                | 7.0 (44.6)                | 4.0 (39.2)                | −4.0 (24.8)               | −7.0 (19.4)               | −14.5 (5.9)               | −29 (−20)                 | −34 (−29)                 |
| الهطول مم (إنش)                   | 46.3 (1.82)               | 43.6 (1.72)               | 49.4 (1.94)               | 49.8 (1.96)               | 37.8 (1.49)               | 3.7 (0.15)                | 2.0 (0.08)                | 1.8 (0.07)                | 0.8 (0.03)                | 20.7 (0.81)               | 26.9 (1.06)               | 40.9 (1.61)               | 323.7 (12.74)             |
| متوسط الأيام الممطرة              | 11.6                      | 11.1                      | 12.4                      | 12.1                      | 9.5                       | 2.0                       | 1.3                       | 1.6                       | 1.0                       | 5.6                       | 6.8                       | 10.1                      | 85.1                      |
| متوسط الأيام المثلجة              | 8.8                       | 8.2                       | 4.2                       | 0.6                       | 0                         | 0                         | 0                         | 0                         | 0                         | 0.2                       | 0.9                       | 6.9                       | 29.8                      |
| متوسط الرطوبة النسبية (%)         | 76                        | 73                        | 64                        | 56                        | 50                        | 36                        | 31                        | 31                        | 34                        | 48                        | 61                        | 73                        | 53                        |
| ساعات سطوع الشمس الشهرية          | 131.8                     | 137.1                     | 174.5                     | 199.6                     | 258.5                     | 341.8                     | 342.7                     | 322.2                     | 295.6                     | 234.3                     | 183.1                     | 135.3                     | 2٬756٫5                   |
| المصدر: NOAA (1961-1990)          |                           |                           |                           |                           |                           |                           |                           |                           |                           |                           |                           |                           |                           |

## توأمة
لهمدان (إيران) اتفاقيات توأمة مع:
- إسبرطة

## أعلام
- طغرل الثاني
- ياور همداني
- فرانسوا بيكيه
- شيرين عبادي
- رشيد الدين فضل الله الهمذاني
- أبو الحسن بني صدر